# Liste der Monuments historiques in Blessonville
Die Liste der Monuments historiques in Blessonville führt die Monuments historiques in der französischen Gemeinde Blessonville auf.

## Liste der Objekte
| Bezeichnung                        | Beschreibung            | Standort                                  | Kennzeichnung | Schutzstatus | Datum | Bild |
| ---------------------------------- | ----------------------- | ----------------------------------------- | ------------- | ------------ | ----- | ---- |
| Kruzifix (1)                       | aus dem 16. Jahrhundert | in der Kirche St-Pierre-et-St-Paul (Lage) | PM52001995    | Inscrit      | 2013  |      |
| Prozessionskreuz                   | aus dem 18. Jahrhundert | in der Kirche St-Pierre-et-St-Paul (Lage) | PM52001994    | Inscrit      | 2013  |      |
| Kruzifix (2)                       | aus dem 18. Jahrhundert | in der Kirche St-Pierre-et-St-Paul (Lage) | PM52001996    | Inscrit      | 2013  |      |
| Zwei Skulpturen: Petrus und Paulus | aus dem 18. Jahrhundert | in der Kirche St-Pierre-et-St-Paul (Lage) | PM52001997    | Inscrit      | 2013  |      |